# Arsiè
Arsiè ist eine Gemeinde mit 2164 Einwohnern (Stand 31. Dezember 2023) in der italienischen Provinz Belluno. Sie gehört zur Berggemeinschaft Feltre.

## Lage
Das Dorf liegt an einem wichtigen Verkehrsknoten: über das Gemeindegebiet führt der Weg nach Norden ins Suganertal, im Trentino, nach Süden in die Industriegegend von Bassano.
Die wichtigsten Städte in der näheren und weiteren Umgebung sind Feltre (15 km), Bassano del Grappa (35 km), Belluno (45 km), Trient (70 km), Padua (80 km).
Arsiè erstreckt sich auf einem sehr weitläufigen Gebiet, zwischen 300 und 1500 Meter über dem Meeresspiegel. Im Süden wird die Gemeinde von einem Stausee umsäumt, der aus den Gewässern des Cismon, eines Nebenflusses der Brenta, entstanden ist. Der See ist als künstliches Becken für ein Wasserkraftwerk entstanden und wird auch Corlo-See, lago di Corlo, nach dem gleichnamigen Dorfviertel, genannt. Südlich von Arsiè beginnt schon das Gebirge des Monte Grappa. Im Norden erheben sich die Berglandschaften des Col Perer und Cima Campo, die unmittelbar an der Grenze zum Trentino liegen. Richtung Westen, im Ortsteil Incino, geht es nach Cismon del Grappa, in der Provinz Vicenza. Im Osten trennt der Cismon Arsiè von der Nachbargemeinde Fonzaso.
Arsiè ist in folgende Ortsteile (frazioni) unterteilt: Mellame, Rivai, Novegno, Rocca, Incino, Fastro und S. Vito.

## Bevölkerung und Wirtschaft
Die Gemeinde war nach dem Ersten Weltkrieg mit ihren 8000 Einwohnern die meistbevölkerte Ortschaft der Provinz Belluno, nach dem Hauptort Belluno und Feltre. Nach dem Zweiten Weltkrieg waren es immerhin noch über 6000. Seitdem sind Tausende aus dieser von Landwirtschaft und Viehzucht geprägten Gegend ausgewandert, auch ins Ausland. Neuerdings erhofft man sich durch den Tourismus einen wirtschaftlichen Aufschwung. Der See, vorrangig aber die intakte Berglandschaft und einige Denkmäler aus dem Ersten Weltkrieg gelten als wichtigste Attraktionen.

## Die Festungen aus dem Ersten Weltkrieg
Bei Col Perer finden sich noch die Überreste der Festung von Cima Lan. Im ganzen Gebiet stehen überdies Ruinen von Militäranlagen, Kasernen und Offiziershäusern.
Auf Cima Campo, in einer Höhe von 1472 Metern, befindet sich der Forte Leone, wortwörtlich die Löwenfestung. Die sehr umfangreiche Anlage wird zurzeit restauriert, auch mit Geldern aus Österreich, und soll später ein Museum beherbergen. 1906 bis 1912 erbaut, handelte es sich um die modernste Feste der Italiener an der Grenze zu Österreich-Ungarn. 1917 wurde die Festung von Meraner Standschützen erobert. Die Festung war schon von den Italienern weitgehend entwaffnet worden, weil man die Geschütze an anderen Fronten benötigte: Stattdessen wurden schwarz lackierte Tannen in die Scharten gesteckt, um die Feinde zu täuschen. Einige Tage nach der Einnahme wurde der Fort von Kaiser Karl I. höchstpersönlich besucht.

## Kirchen
Obwohl Arsiè in der Provinz Belluno liegt, gehört die Gemeinde nicht zur Bistum Belluno-Feltre, sondern zum Bistum Padua.
Die Pfarrkirche wurde noch im 9. Jahrhundert errichtet. Sie ist der Heiligen Maria gewidmet.
Die Kirche im Ortsteil Rivai ist Johannes dem Täufer geweiht, die von Mellame dem Heiligen Martin. Ihr Kirchturm wurde 1926 neu errichtet.
Die Sankt-Kassian-Kirche von Rocca wurde vom Stausee überschwemmt.
Auch in San Vito und in Incino gibt es eine Kirche, sowie in Fastro, wo sie dem Heiligen Antonius von Padua geweiht ist. Es gibt noch weitere kleine Kirchen und zahlreiche Kapellen.

## Persönlichkeiten
- Bernardino Castelli (1750–1810), Maler